# 제63회 골든 글로브상
제63회 골든 글로브상은 2005년 상영된 영화 중 가장 뛰어난 영화를 수상하기 위해 2006년 1월에 열린 시상식이다. 미국,캘리포니아/비버리 힐튼 호텔에서 개최되었다.

## 수상 및 후보

### 세실 B. 데밀 상
- 안소니 홉킨스 수상

### 작품상-드라마
- 브로크백 마운틴 - 이안 수상
- 콘스탄트 가드너 - 페르난도 메이렐레스
- 폭력의 역사 - 데이빗 크로넨버그
- 굿 나잇, 앤 굿 럭 - 조지 클루니
- 매치 포인트 - 우디 앨런

### 여우주연상-드라마
- 트랜스아메리카 - 펠리시티 허프만 수상
- 프루프 - 기네스 팰트로
- 노스 컨츄리 - 샤를리즈 테론
- 게이샤의 추억 - 장쯔이
- 폭력의 역사 - 마리아 벨로

### 남우주연상-드라마
- 카포티 - 필립 세이모어 호프만 수상
- 브로크백 마운틴 - 히스 레저
- 굿 나잇, 앤 굿 럭 - 데이빗 스트라탄
- 허슬 & 플로우 - 테렌스 하워드
- 신데렐라 맨 - 러셀 크로우

### 작품상-뮤지컬코미디
- 앙코르 - 제임스 맨골드 수상
- 프로듀서스 - 수잔 스트로맨
- 미세스 헨더슨 프리젠츠 - 스티븐 프리어스
- 오만과 편견 - 조 라이트
- 오징어와 고래 - 노아 바움백

### 여우주연상-뮤지컬코미디
- 앙코르 - 리즈 위더스푼 수상
- 미세스 헨더슨 프리젠츠 - 주디 덴치
- 오만과 편견 - 키이라 나이틀리
- 오징어와 고래 - 로라 리니
- 우리, 사랑해도 되나요? - 사라 제시카 파커

### 남우주연상-뮤지컬코미디
- 앙코르 - 와킨 피닉스 수상
- 찰리와 초콜릿 공장 - 조니 뎁
- 마타도어 - 피어스 브로스넌
- 오징어와 고래 - 제프 다니엘스
- 플루토에서 아침을 - 킬리언 머피
- 프로듀서스 - 네이슨 레인

### 여우조연상
- 콘스탄트 가드너 - 레이첼 와이즈 수상
- 매치 포인트 - 스칼렛 요한슨
- 당신이 그녀라면 - 셜리 맥크레인
- 노스 컨츄리 - 프란시스 맥도먼드
- 브로크백 마운틴 - 미셸 윌리엄스

### 남우조연상
- 시리아나 - 조지 클루니 수상
- 크래쉬 - 맷 딜런
- 신데렐라 맨 - 폴 지아마티
- 프로듀서스 - 윌 페럴
- 미세스 헨더슨 프리젠츠 - 밥 홉킨스

### 외국어 영화상
- 천국을 향하여 - 하니 아부 아사드 수상
- 쿵푸 허슬 - 주성치
- 무극 - 천카이거
- 메리 크리스마스 - 크니스찬 카리온
- 톳치 - 게이빈 후드

### 감독상
- 브로크백 마운틴 - 이안 수상
- 뮌헨 - 스티븐 스필버그
- 킹콩 - 피터 잭슨
- 굿 나잇, 앤 굿 럭 - 조지 클루니
- 콘스탄트 가드너 - 페르난도 메이렐레스
- 매치 포인트 - 우디 앨런

### 각본상
- 브로크백 마운틴 - 래리 맥머티 수상
- 굿 나잇, 앤 굿 럭 - 조지 클루니
- 매치 포인트 - 우디 앨런
- 뮌헨 - 토니 커쉬너
- 크래쉬 - 폴 해기스

### 음악상
- 게이샤의 추억 - 존 윌리엄스 수상
- 시리아나 - 알렉상드르 데스플라
- 킹콩 - 제임스 뉴턴 하워드
- 브로크백 마운틴 - 구스타보 산타올라야
- 나니아 연대기 - 사자, 마녀 그리고 옷장 - 해리 그렉슨 윌리엄스

### 주제가상
- 브로크백 마운틴 - 구스타보 산타올라야 수상
- 크리스마스 인 러브 - 토니 레니스
- 프로듀서스 - 멜 브룩스
- 트랜스아메리카 - 돌리 파튼
- 나니아 연대기 - 사자, 마녀 그리고 옷장 - 앨라니스 모리셋

### 작품상-TV 드라마
- 로스트 - J.J. 에이브럼스 수상
- 그레이 아나토미 - 존 데이비드 콜즈
- 프리즌 브레이크 - 바비 로스
- 로마 - 앨런 포울

### 여우주연상-TV 드라마
- 커맨더 인 치프 - 지나 데이비스 수상
- 클로저 - 카이라 세드윅
- 미디엄 - 패트리샤 아퀘트
- 로마 - 폴리 워커
- 쉴드 - 글렌 클로즈

### 남우주연상-TV 드라마
- 하우스 M.D. - 휴 로리 수상
- 24 - 키퍼 서덜랜드
- 그레이 아나토미 - 패트릭 뎀시
- 로스트 - 매튜 폭스
- 프리즌 브레이크 - 웬트워스 밀러

### 작품상-TV 뮤지컬,코미디
- 위기의 주부들 - 알린 샌포드 수상
- 커브 유어 인쑤지애즘 - 앤디 애커먼
- 안투라지 - 아담 번스타인
- 에브리바디 헤이츠 크리스 - 데니 고돈
- 내 이름은 얼 - 크리스 코치
- 위즈 - 리 로즈

### 여우주연상-TV 뮤지컬,코미디
- 위즈 - 메리-루이스 파커 수상
- 위기의 주부들 - 마샤 크로스
- 위기의 주부들 - 테리 해처
- 위기의 주부들 - 펠리시티 허프만
- 위기의 주부들 - 에바 롱고리아

### 남우주연상-TV 뮤지컬,코미디
- 오피스 - 스티브 카렐 수상
- 커브 유어 인쑤지애즘 - 래리 데이빗
- 내 이름은 얼 - 제이슨 리
- 스크럽스 - 잭 브라프
- 투 앤 어 하프 - 찰리 쉰

### 작품상-TV 미니시리즈,영화
- 엠파이어 폴스 - 프레드 쉐피시 수상
- 블랙풀 - 코키 지드로익
- 인투 더 웨스트 - 로버트 돈헴
- 슬리퍼 셀 - 클락 존슨
- 웜 스프링스 - 조세프 서전트

### 여우주연상-TV 미니시리즈,영화
- 래커워너 블루스 - S. 에파사 메커슨 수상
- 휴먼 트래픽킹 - 미라 소프비노
- 카페의 소녀 - 켈리 맥도날드
- 그들의 눈은 신을 보고 있었다 - 할리 베리
- 웜 스프링스 - 신시아 닉슨

### 남우주연상-TV 미니시리즈,영화
- 엘비스(영어판) - 조나단 리스-마이어스 수상
- 휴먼 트래픽킹 - 도날드 서덜랜드
- 엠파이어 폴스 - 에드 해리스
- 카페의 소녀 - 빌 나이
- 웜 스프링스 - 케네스 브래너

### 여우조연상-TV
- 그레이 아나토미 - 산드라 오 수상
- 보스톤 리걸 - 캔디스 버겐
- 엘비스(영어판) - 캠린 만하임
- 잡조 - 엘리자베스 퍼킨스
- 엠파이어 폴스 - 조앤 우드워드

### 남우조연상-TV
- 엠파이어 폴스 - 폴 뉴먼 수상
- 커맨더 인 치프 - 도날드 서덜랜드
- 엘비스(영어판) - 랜디 퀘이드
- 안투라지 - 제레미 피번
- 로스트 - 나빈 앤드류스

### 미스 골든 글로브
- Dakota Johnson 수상

## 같이 보기
- 제78회 아카데미상
- 제26회 골든 래즈베리상
- 제12회 미국 배우 조합상
- 제57회 프라임타임 에미상
- 제58회 프라임타임 에미상
- 제59회 영국 아카데미 영화상